# De Baca County
De Baca County är ett administrativt område i delstaten New Mexico, USA, med 2 022 invånare. Den administrativa huvudorten (county seat) är Fort Sumner.

## Geografi
Enligt United States Census Bureau har countyt en total area på 6 045 km². 6 022 km² av den arean är land och 23 km² är vatten.

### Angränsande countyn
- Guadalupe County, New Mexico - nord
- Quay County, New Mexico - nordöst
- Roosevelt County, New Mexico - öst
- Chaves County, New Mexico - syd
- Lincoln County, New Mexico - väst